# 小原春香
小原春香（1988年4月12日—），前SDN48的成员，是AKB48舊的Team B前成員。日本广岛县福山市出身。隸屬於ドレスコード事务所。如水館高等学校舞台芸術専攻（特待生）毕业。

## 簡歷
小原春香从2006年6月起的半年时间内，从事AKB48劇場咖啡店的服务员工作。在第二届研究生选秀会上入选的5期研究生中的一员，并于2009年1月24日（夜公演）升格至Team B，是研究生升格成员中唯一的在昭和年间出生、也是唯一的超过20岁才升格的成员。另外，同为5期研究生，同一天剧场出道的近野莉菜和小原，分别拥有从剧场公演出道到正式升格用时最长第一名（474天）和第二名（413天）的纪录。
在2008年8月22日研究生公演上，宣布了研究生史上初次的事务所移籍事宜（ドレスコード）。在2009年8月23日举行的AKB104选拔成员组阁祭的夜間公演時宣布，小原将于同年10月起移籍至Team K。不过后来在同年9月22日的夜公演上，发表了小原将在2010年完全移籍到SDN48、并同时自AKB48毕业的消息。

## 参加的组合曲
ひまわり組 2nd Stage 「不要讓夢想死去」公演
1. 記憶的兩難

※与近野莉菜（部分曲目）同为増田有華的替补。
TeamA 4th Stage「正在恋爱中」重开公演
1. 春が来るまで

※作为大島麻衣的代役出演。
研究生「ただいま恋愛中」公演
1. 春が来るまで

TeamA 5th Stage「恋爱禁止条例」公演
1. 盛夏的聖誕玫瑰

※到2009年3月为止作为升格预定成员的代役（正式成员不在时）
TeamB 3rd Stage「睡衣兜风」公演
1. 純情主義（伴舞）
2. 鏡の中のジャンヌ?ダルク（早乙女美樹降格后）

TeamB 3rd Stage「偶像的黎明」公演
1. 天国野郎

THEATER G-ROSSO 「不要讓夢想死去」公演
1. 記憶的兩難

※増田有華、松井咲子的替补

## 出演

### 电视节目
- AKBINGO!（2008年10月8日 - 12月10日、日本電視台）
- すイエんサー（2009年4月14日、2010年1月19日、NHK教育）
- AKB1/48（2009年12月16日  、Enter371）
- AKB48+10!（2009年3月2日 、Enter371）

### 广告
- 7-Eleven

### 广播
- AKB48 明日までもうちょっと。（2008年9月8日、文化放送）
- ON8（2008年11月3日?2009年10月12日、ベイエフエム）
- Tenjin Collection（2008年12月 - 、CROSS FM|cross fm） - 木曜日担当

## 書籍
- WOMAN Lifeフリーペーパー 2009年3月号（株式会社ピーアール企劃）

## 外部連結
- 小原春香 オフィシャルブログ 「君にきゅるるん」 - Ameba
- 小原春香♡きゅるるん的X（前Twitter）
- 小原春香♡きゅるるん的Instagram帳戶